# Люди проти Майбріджа
Судова справа 6 лютого 1875 року людей Каліфорнії проти Едварда Майбріджа.
У 1874 році фотограф Едверд Майбрідж убив Гаррі Ларкінса в Калістозі, штат Каліфорнія, вважаючи, що Ларкінс спокусив дружину Майбріджа, що призвело до народження сина, якого Майбрідж вважав своїм. На судовому засіданні присяжні, нехтуючи вказівками судді, визнали Майбріджа невинним за ознаками вбивства, скоєного в стані душевного хвилювання. 

## Вбивство та обставини
20 травня 1871 року 41-річний Майбрідж одружився на 21-річній розлученій Флорі Шеллкросс Стоун (дівиче Даунс).  Майбрідж часто подорожував, щоб сфотографувати далекі місця. 
Невдовзі після вбивства повідомлялося, що Гаррі Ларкінс, репортер журналу «Evening Post» і друг Майбриджів, був у романтичних стосунках із Флорою.  Майбрідж отримав докази їхнього роману від місіс Сміт, спільної подруги та пологової медсестри, яка допомагала Флорі народжувати Флорадо Геліоса Майбріджа (народився 14 квітня 1874 року). 
17 жовтня Майбрідж відправився до Калістоги та відшукав Ларкінса, який знайшов нову роботу: фотографування шахт. Майбрідж викликав Ларкінса до дверей готелю  і вбив його пострілом пістолета упритул, поціливши близько до серця. Майбридж спокійно здався поліції і був доставлений до Калістоги. До суду він перебував у в'язниці Напи. 

## Судовий процес
Справа викликала великий інтерес, і публіка загалом симпатизувала Майбріджу. Серед численних глядачів було багато друзів Майбріджа, а також люди, які бажали, щоб ім'я Ларкіна було очищено, а вбивця покараний.  Інша газета заявила, що місіс Майбрідж повністю підтримує притягнення її чоловіка до відповідальності .  Флора подала на розлучення 17 грудня на підставі надзвичайної жорстокості, але перше клопотання було відхилено. 
Керував процесом суддя Ф. В. Воллес. Обвинувачення представляли суддя Томас П. Стоуні та окружний прокурор Д. Спенсер. Захист очолював В. В. Пендергаст (друг Леланда Стенфорда ), а Кемерон Х. Кінг і Е. С. Готшалк були помічниками адвоката. Підсудний не визнав себе винним, а сторона захисту визнала вбивство, але вимагала виправдання на підставі божевілля. 
Присяжні кількістю дванадцять чоловіків були зібрані за дуже короткий час.  У той час у Сполучених Штатах жінок не допускали до складу присяжних .

### Обвинувачення
Допити свідків підтвердили майже все, про що йшлося в місцевій пресі.  Очевидець Джеймс М. МакАртур, який привів Майбріджа до органів влади, розповів, як Майбрідж спокійно та спонтанно обговорював, як він усе спланував, не жалкував і вірив, що чоловіки, які цінують власну родину, зрозуміють його вибір. Майбридж влаштував свої справи на випадок, якщо його самого вб'ють або лінчують, але подбав про те, щоб Ларкінс не міг добре захиститися.  
Захист заперечував заяву про божевілля. Було неможливо, щоб Майбридж збожеволів після того, як отримав докази роману дружини з Ларкінсом, якщо він потім спокійно розмовляв зі свідком Гаррі Едвардсом і повідомляв про варіанти ведення справ.  У своїй заключній промові Стоуні заявив, що немає жодного переконливого доказу його божевілля. Свідок-експерт захисту стверджував, що Майбридж не був божевільним і висновок був беззаперечним. Майбрідж був або винним у вбивстві першого ступеня, або мав бути звільнений. Згідно із законом, подружня зрада не була виправданою провокацією до вбивства. Закон передбачав покарання за злочини, якщо вони були доведені, а Ларкінс не отримав звинувачень від Майбріджа. Він навмисно вчинив убивство й проігнорував закон, не маючи жодного непереборного пориву чи божевілля як виправдання. 

### Захист
Адвокати Майбріджа мали намір довести, що Ларкінс був поганою людиною і заслуговував на свою долю. Ларкінс спокусив місіс Майбридж, видаючи себе за одруженого чоловіка, і заманив Флору до свого житла. Він похвалився цим друзям. Дізнавшись про всю глибину обману, Майбрідж збожеволів від злості, аж до того, що він палко вирішив убити руйнівника свого сімейного щастя, безмежно кохаючи свою дружину, живучи лише для неї. Майбрідж був схильним до божевілля після аварії диліжансу в 1860 році, тоді його волосся посивіло за три дні, і відтоді він ніколи не був таким, як раніше. 
Сьюзен К. Сміт, медсестра в пологовому відділенні, яка була добре знайома з Майбриджами та Ларкінсами, засвідчила, що вона знала про стосунки між місіс Майбрідж і Ларкінса. Вона навела кілька прикладів, які свідчать про те, що пара вважала Флорадо сином Ларкінса. Вона отримала листи від місіс Майбрідж і Ларкінса, які доводили їхній тривалий роман, і запропонувала їх Майбріджу, щоб переконати його сплатити борг. Майбрідж знайшов у неї вдома зображення дитини з написом «Гаррі» на звороті. Листи та зображення були представлені як докази. 
Майбрідж свідчив про те, як він отримав травми голови під час аварії з диліжансом у липні 1860 року. Він був без свідомості дев'ять днів і прокинувся з двоїнням в очах і втратою смаку і нюху. Проблеми зберігалися повністю протягом трьох місяців і в меншій мірі ще протягом року. 
Усі свідки розповідали про випадки, які ілюстрували дивакуватість Майбріджа. Місіс Сміт розповіла, як одного разу Майбридж прийшов додому, щасливо подивився на свою дружину та дитину, а потім раптом розгубився, хто погодував канарок. Після того, як йому сказали, що він сам це зробив, він відповів: «Боже, мені тут іноді погано», показуючи на лоба. Рулофсон посилався на фотографію Майбріджа, який сидить на краю скелі в Йосеміті, де він міг легко впасти з висоти більш ніж 600 метрів.  Рулофсон, фотограф-портретист Сайлас Селлек і кілька інших друзів та давніх знайомих засвідчили, що особистість Майбріджа різко змінилася після його аварії та подальшого перебування в Європі. З привітного, приємного і жвавого бізнесмена він перетворився на непостійного і дратівнивого фотографа.  Після аварії Майбрідж час від часу був дуже агресивним і грубим.  МакАртур розповів, як Майбридж був дуже холодним і зібраним одразу після вбивства і постійно брався за келих, коли йому дозволяли приєднатися до людей, які випивали на ранчо «Yellow Jacket». Цей спокій здивував МакАртура, але він не помітив нічого незвичайного в Майбриджі. Рулофсону передзвонили та розповіли, що Майбридж став обійматись, заплакав і сказав, що йому дуже шкода, але одразу після цього оговтався та заперечив хвилювання. Рулофсон відчував такі пароксизми з Майбріджем лише тоді, коли це стосувалося його дружини та його честі. 
Доктор Шертлефф, спеціаліст з психічних відхилень, вважав, що вбивство було навмисним і що Майбридж знав про можливі наслідки. Цей вчинок здавався Майбріджу виправданим і походив не від афекту, а від пристрасті. Не було жодних підстав вважати, що Майбридж божевільний. 
У своїй двогодинній заключній промові В. В. Пендегаст попросив присяжних,  прохання підсудного, або виправдати Майбріджа за будь-який злочин, або відправити його на страту, як пропонував окружний прокурор. Хоча закон не пропонував статуту, який «дозволяє людині вбити того, хто завдав шкоди. Але, закон чи ні, кожна фібра в організмі людини спонукає її до миттєвої помсти» будь-якою ціною. Майбрідж убив Ларкінса не лише з метою помститися, а й щоб захистити свою дружину від розпусника, який її переслідував, про що свідчить лист Ларкінса. 

### Вердикт
Суддя запропонував присяжним чотири варіанти вердикту на вибір: «винний у вбивстві першого ступеня», за що присуджується смертна кара, інший вирок за вбивство з покаранням у вигляді довічного ув’язнення, «невинний» або «невинний через божевілля». Він також чітко наказав присяжним, що навіть якщо Ларкінс спокусив дружину Майбріджа, підсудний не мав права самосуду. Після довгого першого засідання присяжних, що закінчилось о 23:00, п'ятеро з них були за покарання та сім за виправдання. Наступного ранку вони дійшли згоди, що вбивство було виправданим, але вони не могли відразу вирішити, чи діяв Майбридж через божевілля. Остаточний вирок пояснили тим, що якщо їхній вердикт не відповідав закону, то він відповідав закону людської природи. Вони відчували, що не можуть покарати людину за те, що вони зробили б за подібних обставин. 
Почувши вирок, Майбрідж вибухнув безслівним стогоном і конвульсивним дитячим плачем та впав на коліна Пендегасту. Кажуть, що цей жахливий прояв емоцій "рідко, якщо взагалі спостерігався в суді". Згодом Майбрідж був звільнений. 

## Громадська думка та висвітлення в пресі
Судовий процес дуже детально висвітлювався каліфорнійськими газетами, включаючи дослівну публікацію листів Ларкінса та місіс Майбрідж (з вилученням неважливих частин). Як повідомляє щоденна газета «Sacramento Daily Union», майже всі в Напі вірили, що Майбріджа виправдають, і співчували йому.  Зала суду була переповнена, і глядачі бурхливо аплодували після заключної промови Пендегаста. Це призвело до арешту однієї людини, але незабаром його відпустили після того, як він зазначив, що вчинив так само, як і всі інші. 
Невдовзі новина про вирок поширилася, і Майбріджа зустрів радісний натовп. Газета «New York Sun» навіть стверджувала, що «місто ніколи раніше не було в такому гарячковому хвилюванні» і що лише дуже незначна меншість «стверджувала, що його виправдання було порушенням закону» (хоча погоджувалися, що Майбридж не заслуговував суворого покарання). 
Минуло деякий час після того, як було повідомлено про визнання божевілля , і багато американських газет зневажали цю ідею. Загалом вони високо оцінили сміливий вердикт про виправдання вбивства.    Однак газета «New-York Tribune» категорично не погодилася з цим і стверджувала, що ніякі соціальні незручності та труднощі в отриманні регулярних судимостей не є приводом для дозволу «закону лінча». 
Рекламодавець із штату Небраска стверджував, що, оскільки любовні стосунки були «взаємно приємними», місіс Майбрідж була «не меншою мірою винна в падінні Ларкінса, як і він був винен у її звабленні. (...) у переважній більшості таких випадків жінка є найбільш винною стороною». 
Звістка про вбивство та дивовижний вирок розійшлася по США та за кордоном. Незважаючи на те, що він уже був відносно відомим фотографом у Каліфорнії, він не був настільки відомим в інших місцях, і його просто називали «людина на ім’я Майбрідж».  Цей випадок отримав набагато більше висвітлення в пресі, ніж будь-коли отримували його фотографії, доки його серія «Кінь у русі» не вразила світ у 1878 році.

## Наслідки
Цей епізод перервав навчання Майбріджа фотографії. У 1873 році він вперше зробив нечітке зображення скакового коня Леланда Стенфорда на повній швидкості і пообіцяв знайти спосіб отримати кращі результати. Вбивство не зашкодило його стосункам зі Стенфордом, який організував його кримінальний захист.  Невдовзі після виправдання Майбрідж покинув Сполучені Штати в попередньо заплановану 9-місячну фотографічну подорож до Центральної Америки як «робочий вигнанець».  До 1877 року він відновив роботу в Стенфорді.
Другий позов Флори отримав позитивну відповідь, і в квітні 1875 року було видано наказ про стягнення аліментів .  Флора раптово померла в липні 1875 року, коли Майбридж перебував у Центральній Америці.  
Флора поселила Флорадо (пізніше друзі прозвали його  Флодді) з французькою парою. У 1876 році Майбрідж перевів хлопчика з католицького притулку до протестантського і оплатив його догляд.  Крім цього, він не мав з ним жодни справ. У 1944 році Флорадо був збитий автомобілем у Сакраменто і загинув приблизно у віці 70 років. 

## Спадщина
Судова справа та стенограми важливі для судових неврологів через свідчення під присягою багатьох свідків щодо душевного стану Майбріджа та його поведінки в минулому. 
Американський композитор Філіп Ґласс написав оперу «Фотограф», лібрето якої частково базується на протоколах судових справ.
Український гурт «Фактично Самі» зняли кліп на основі історії вбивства, здійсненого Майбріджем, до пісні «Da Knife Between Us»/«Між нами ніж».